# Louis C. Wyman

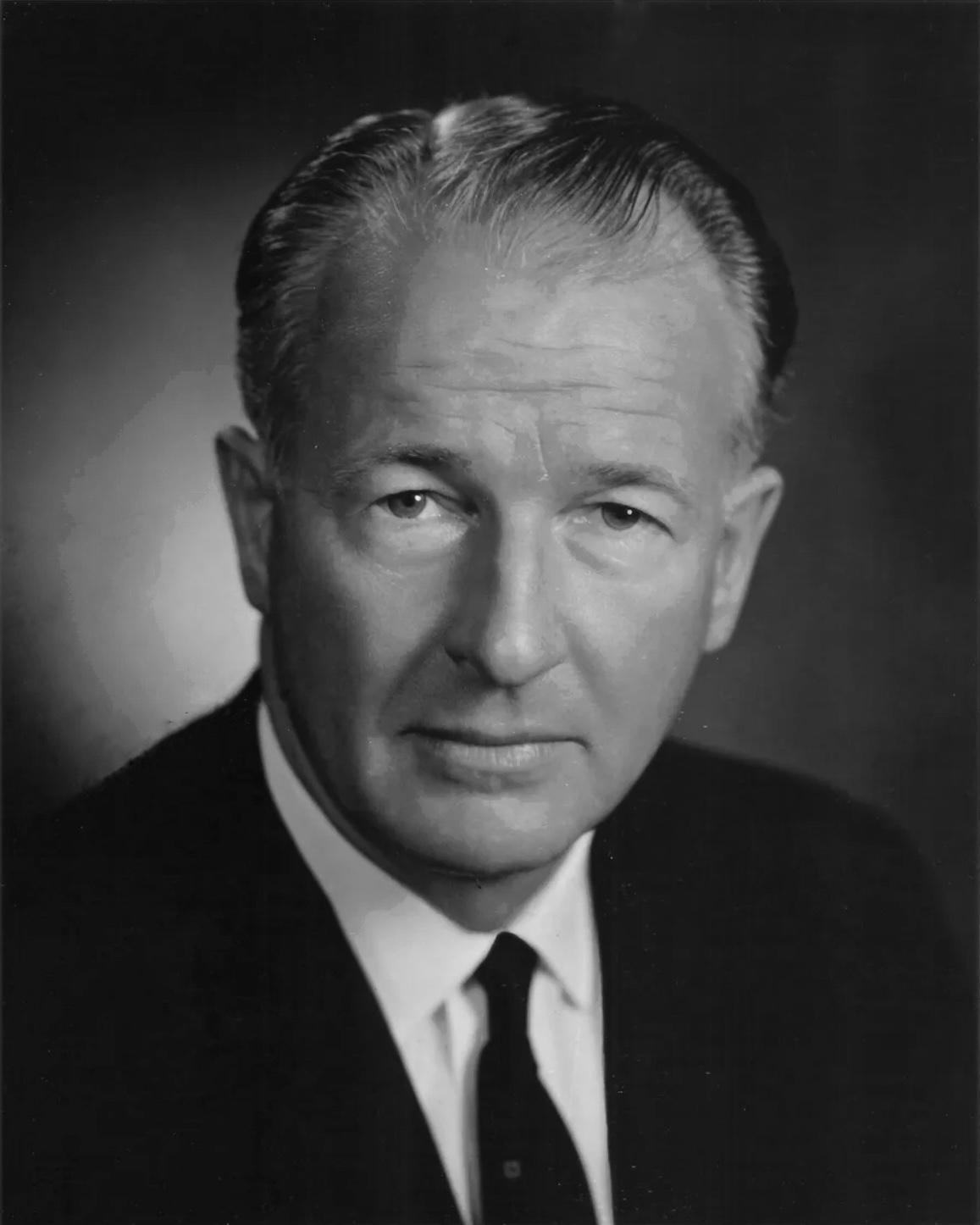
Louis Crosby Wyman

Louis Crosby Wyman, född 16 mars 1917 i Manchester, New Hampshire, död 5 maj 2002 i West Palm Beach, Florida, var en amerikansk republikansk politiker. Han representerade delstaten New Hampshire i båda kamrarna av USA:s kongress, först i representanthuset 1963-1965 samt 1967-1974 och sedan i senaten 1974-1975.
Wyman utexaminerades 1938 från University of New Hampshire. Han avlade sedan 1941 juristexamen vid Harvard Law School. Han tjänstgjorde som officer i flottan under andra världskriget.
Wyman blev 1962 invald i representanthuset. Han förlorade två år senare mot demokraten Joseph Oliva Huot. Wyman utmanade sedan Huot i kongressvalet 1966 och vann. Han omvaldes 1968, 1970 och 1972.
Senatsvalet 1974 blev ytterst jämnt. Wyman framstod som knapp vinnare efter den andra omräkningen men han fick inte representera New Hampshire under mandatperioden som valet gällde. Senator Norris Cotton avgick däremot några dagar före den gamla mandatperiodens slut så att Wyman fick tillträda senatorsämbetet några dagar innan mandatet förklarades vakant på grund av tvisten om valresultatet. Wyman hade enligt valkommissionen vunnit med två rösters marginal. Ändå gick han med på ett fyllnadsval i september 1975, eftersom den demokratiska majoriteten i senaten föredrog att hålla mandatet vakant i och med att den juridiska tvisten fortgick. Cotton blev utnämnd till senaten i augusti 1975 och i september förlorade sedan Wyman fyllnadsvalet mot John A. Durkin som var det ordinarie valets förlorare enligt rösträkningen.